# The Good Place (3.ª temporada)
A terceira temporada da série de televisão de fantasia e comédia The Good Place, criada por Michael Schur, estreará em 27 de setembro de 2018 pela NBC nos Estados Unidos. A temporada será produzida pela Fremulon, 3 Arts Entertainment, e Universal Television. A temporada será constituída de treze episódios.
A série se concentra em Eleanor Shellstrop (Kristen Bell), uma jovem recentemente falecida que acorda na vida após a morte e é enviada por Michael (Ted Danson) para "O Bom Lugar", uma utopia do céu que ele projetou, em recompensa por ela ter uma vida justa. Eleanor percebe que foi enviada por engano e esconde seu comportamento moralmente imperfeito (passado e presente). William Jackson Harper, Jameela Jamil e Manny Jacinto coestrelam como outros residentes do Bom Lugar, juntamente com D'Arcy Carden como um ser artificial ajudando os habitantes. Cada um dos episódios está listado como "Capítulo (número do episódio)" na sequência do título de abertura.

## Elenco

### Principal
- Kristen Bell como Eleanor Shellstrop, uma vendedora falecida do Arizona que entrou em uma utopia pós-vida chamada "The Good Place" (traduzido como "O Bom Lugar" no Brasil) aparentemente depois de ser confundida como uma advogada de direitos humanos com o mesmo nome.[1]
- William Jackson Harper como Chidi Anagonye, como Chidi Anagonye, um falecido professor de ética que nasceu na Nigéria e criado no Senegal, deveria ser a alma gêmea de Eleanor.[2]
- Jameela Jamil como Tahani Al-Jamil, uma filantropa falecida e rica que viajou extensivamente em todo o mundo. Ela nasceu no Paquistão, criada na Inglaterra e foi à escola na França. Tahani, cujo nome completo significa "Parabéns Linda", é uma alma de boa aparência com uma atitude alegre e útil.[3]
- D'Arcy Carden como Janet, uma guia programada que atua como a principal fonte de informação do bairro, análogo a um assistente pessoal inteligente.[4]
- Manny Jacinto como Jason Mendoza, um falecido DJ e pequeno traficante de drogas da Flórida.[5]
- Ted Danson como Michael, o arquiteto do Bom Lugar onde residem Eleanor e seus companheiros humanos. No final da 1.ª temporada, Eleanor deduziu que eles estavam realmente todos no Lugar Ruim e Michael estava enganando-os para torturar uns aos outros, até o ponto em que ele limpa suas memórias para repetir o experimento.

## Episódios
| N.º na série | N.º na temp. | Título                                | Dirigido por         | Escrito por                    | Exibição original      | Audiência (milhões) |
| --- | ------------ | ------------------------------------- | -------------------- | ------------------------------ | ---------------------- | ------------------- |
| 27 | 1            | "Everything Is Bonzer! (Part 1)"      | Dean Holland         | Jen Statsky & Michael Schur    | 27 de setembro de 2018 | 3.13                |
| As mortes de Eleanor, Chidi, Jason e Tahani na Terra são impedidas por Michael como parte de seu julgamento. Enquanto Michael e Janet observam sua vida no escritório da juíza. Vários meses depois, eles estão desanimados ao encontrar todos os quatro vivendo seu estilo de vida anterior, aparentemente inalterados. Contra a autoridade da juíza Gen, Michael volta à terra para influenciar os humanos a se encontrarem. Eleanor se encontra com Chidi na Austrália, e esta concorda em começar a ensiná-la sobre filosofia moral. Chidi já havia decidido se tornar mais decisivo depois de sua experiência de quase morte, mas depois voltou a ser indeciso quando percebeu que tomava algumas decisões ruins. Mais tarde, Eleanor pede que Chidi peça a sua amiga e colega de trabalho, Simone. Enquanto isso, Shawn e o Lugar Ruim tentam invadir o sistema da juíza para manter um olho nos humanos. Michael começa a interferir na Terra novamente para reunir todos os quatro humanos. |              |                                       |                      |                                |                        |                     |
| 28 | 2            | "Everything Is Bonzer! (Part 2)"      | Dean Holland         | Jen Statsky                    | 27 de setembro de 2018 | 3.13                |
| Depois de quase morrer, Tahani decide jogar fora sua antiga vida e viver em um mosteiro budista no Tibete. No início, ela encontra conforto e iluminação, quando uma equipe de TV aparece e pede um perfil dela e do mosteiro, ela se recusa. Mas isso a inspira a escrever um livro intitulado Saia dos Olofotes, que, ironicamente, a coloca de volta no centro das atenções como influenciadora. Michael aparece como um investidor e a acusa de fraude. Jason muda sua vida, entrando em uma competição de dança, mas depois de perder várias vezes, ele voltou a crimes novamente. Enquanto isso, Chidi decide fazer uma tese de estudo conjunto com Simone sobre os efeitos da experiência de quase-morte, e convida Tahani para se encontrar com ele, Eleanor e Simone. Michael envia Jason para a Austrália também para se juntar ao seu estudo. O Lugar Ruim finalmente invadiu o sistema e descobriu a interferência de Michael. Eles enviam Trevor para se juntar ao estudo de Chidi, a fim de interferir com os humanos também. |              |                                       |                      |                                |                        |                     |
| 29 | 3            | "The Brainy Bunch"                    | Jude Weng            | Dan Schofield                  | 4 de outubro de 2018   | 2.96                |
| Trevor interfere com os humanos; ele afasta Chidi dos outros, sugerindo que a amizade de Chidi com Eleanor ameaça a imparcialidade do estudo, e ele tenta levar Jason e Tahani a uma conexão sem sentido que envergonha Tahani de sair, o tempo todo sufocando os humanos com insinuações arrogantes de amizade. Michael e Janet vão para a Terra para afastar Trevor. Jason só ajuda Tahani bêbada a voltar para casa em segurança, mas Eleanor está triste com a perda da amizade e a orientação de Chidi, e ela não chega para a próxima reunião do grupo. Simone e Chidi concordam que ele deve chegar a Eleanor; ele afirma que ele é amigo de Eleanor, e ela concorda em continuar no estudo. A juíza Gen detecta Michael, Janet e Trevor na Terra; ela os convoca de volta para a vida após a morte, onde ela joga Trevor no vazio. Ela declara que os humanos continuarão sem intervenção ou monitoramento, capazes de entrar no Bom Lugar apenas ganhando pontos de acordo com o padrão universal. Gen ordena que Michael e Janet retornem ao Lugar Riom, onde ele seria aposentado à força e ela seria desativada, então eles fugiram para a Terra. |              |                                       |                      |                                |                        |                     |
| 30 | 4            | "The Snowplow"                        | Beth McCarthy-Miller | Joe Mande                      | 11 de outubro de 2018  | 2.71                |
| Michael e Janet espionam seus amigos humanos por um ano, manipulando-os para garantir que fiquem juntos e se concentrem em seu projeto: eles dão a Eleanor um bilhete de loteria premiado de US$ 18 mil para que ela não perca tempo para um emprego; reconectar Tahani com seu ex-namorado australiano Larry (um irmão de Hemsworth, mas inseguro); ajuda Jason a encontrar os fãs locais dos Jaguars; e fornecer à Chidi equipamentos de ensino de última geração. Quando Tahani decide se mudar para Londres com Larry, agora noivo, Chidi conclui que o grupo deve se separar para que ele possa começar a estudar novos participantes. Quando os outros não são receptivos à sua sugestão de que o grupo permaneça unido, Eleanor reverte e age. Simone aconselha Eleanor que ela está reagindo à perda do primeiro grupo com o qual ela já identificou. Eleanor pede desculpas e os quatro concordam em se reunir anualmente. Insatisfeito, Michael convence Janet de que eles devem se infiltrar no escritório da juíza Gen e redefinir a linha do tempo, mas os humanos os descobrem abrindo o portal. |              |                                       |                      |                                |                        |                     |
| 31 | 5            | "Jeremy Bearimy"                      | Trent O'Donnell      | Megan Amram                    | 18 de outubro de 2018  | 2.70                |
| Michael e Janet confessam suas identidades e revelam as experiências do grupo em no Ligar Ruim, que durou 300 anos de tempo não-linear. A explicação impede os humanos de ganhar pontos e condená-los ao Lugar Ruim após a morte. Michael e Janet escrevem um manifesto, planejando entregar-sem à juíza Gen e entregar suas recomendações. Tahani dá US$ 2 milhões anonimamente para a Ópera de Sydney; Jason então a leva a distribuir dinheiro para pessoas que eles acham que precisam. Eleanor tenta voltar a ser uma pessoa má, mas não está disposta a roubar dinheiro de uma carteira que ela encontra, em vez disso vai muito longe para devolvê-lo ao seu dono. Chidi tem um colapso, comprando 880 dólares em doces e fazendo um chili durante a aula; ele descreve filosofias incorporadas pelos personagens: virtude ética, consequencialismo, deontologia e niilismo. Eleanor confronta Chidi e o leva para Michael e Janet; Tahani e Jason chegam, e todos os seis concordam com o plano de Eleanor de fazer o bem e ajudar outras pessoas a entrar no Bom Lugar. Tahani se casou com Jason para transferir sua riqueza para ele; Larry chega para começar sua vida com Tahani. |              |                                       |                      |                                |                        |                     |
| 32 | 6            | "The Ballad of Donkey Doug"           | Rebecca Asher        | Matt Murray                    | 25 de outubro de 2018  | 2.67                |
| Tahani (que já rompeu com Larry) e Michael viajam para Jacksonville com Jason, que tenta salvar seu pai, Donkey Doug, ajudando-o a iniciar uma carreira como eletricista. Donkey Doug e Pillboi têm um esquema de enriquecimento rápido para vender uma combinação de bebida energética e spray corporal feito de materiais roubados. Jason aceita que Donkey Doug é uma causa perdida e decide ajudar Pillboi; ele se leva em lugar de Pillboi a um assalto, e Donkey Doug leva a polícia em uma perseguição para que Jason possa escapar. Jason conta a Pillboi que ele, Tahani e Michael são espiões astronautas, e que a missão de Pillboi é cumprir seus deveres em seu trabalho, onde ele é competente e gentil, e não comete crimes. Em Sydney, Chidi decide romper com Simone para evitar contaminar sua vida após a morte. Janet fornece uma simulação de realidade virtual, mas o rompimento real ainda é ruim; a pedido de Eleanor, Chidi fala com Simone novamente e eles se separam com arrependimento, mas amigavelmente. Os seis se unem em Budapeste, onde Tahani pretende se reconciliar com sua irmã. Janet e Michael dizem a Eleanor que sua mãe fingiu sua morte e está viva. |              |                                       |                      |                                |                        |                     |
| 33 | 7            | "A Fractured Inheritance"             | Beth McCarthy-Miller | Kassia Miller                  | 1 de novembro de 2018  | 2.72                |
| Em Nevada, Eleanor e Michael confrontam a mãe de Eleanor, Donna, que fingiu sua morte para evitar cumprir uma oferta de leilão de caridade. Como "Diana Tremaine", Donna estabeleceu uma vida suburbana aparentemente normal com seu namorado Dave e sua filha, Patricia. Eleanor está determinada a provar que Diana está enganando Dave, consistente com a experiência passada de Eleanor com ela, mas também por ciúmes que Donna nunca foi a mãe responsável para ela que é para Patricia. Quando Eleanor descobre um estoque escondido de dinheiro, Donna admite que ela manteve para que ela pudesse fugir "apenas no caso de tudo explodir". Em vez de se gabar, Eleanor convence Donna a aproveitar sua nova vida e usar o dinheiro para criar Patricia. Eleanor lamenta seu distanciamento emocional dos outros, e Michael diz a ela que ela e Chidi já estiveram apaixonados. Enquanto isso, Tahani tenta fazer as pazes com Kamilah em Budapeste. Kamilah recusa o pedido de desculpas de Tahani, levando Tahani a vandalizar a exposição de arte de Kamilah. Tahani percebe que a principal inspiração de Kamilah tem sido a crueldade emocional de seus pais em forçá-los a competir uns contra os outros; Tahani abraça Kamilah, que retorna o abraço e credita Tahani como cocriadora da exposição, mantida em seu estado danificado. |              |                                       |                      |                                |                        |                     |
| 34 | 8            | "The Worst Possible Use of Free Will" | Claire Scanlon       | Cord Jefferson                 | 8 de novembro de 2018  | 2.77                |
| Michael mostra a Eleanor suas memórias de se apaixonar por Chidi na vida após a morte. Quando ambos ficaram desconfiados de Michael, eles fugiram para o Lugar Médio, onde eles dormiram juntos e declararam seu amor um ao outro. Voltando ao bairro, eles confrontaram Michael, que os reinicializou novamente. Eleanor acredita que seu relacionamento com Chidi foi determinista porque Michael controlou todo o mundo, mas ele explica que muitas vezes não conseguiu prever o comportamento dela. Eleanor, no entanto, argumenta que o livre arbítrio não existe e o comportamento de Michael poderia ter sido determinado por influenciadores desconhecidos, levando Michael a derramar chá gelado nela; Ele argumenta que, se tudo é determinado, seus esforços são inúteis e ele quer acreditar de outra forma. Michael sugere que Eleanor está sendo defensiva para evitar a vulnerabilidade. Eles se desculpam mutuamente e Eleanor admite evitar seus sentimentos. O Soul Squad se reúne no Arizona. Eleanor sugere que, como "apenas seres verdadeiramente livres" do mundo, eles deveriam ter mais impacto sobre o mundo; Michael os direciona para o Canadá para encontrar um "modelo para a humanidade". Shawn e Vicky viajam para a Terra através de um portal ilegal. |              |                                       |                      |                                |                        |                     |
| 35 | 9            | "Don't Let the Good Life Pass You By" | Dean Holland         | Andrew Law                     | 15 de novembro de 2018 | 2.69                |
| Em Alberta, Canadá, Michael e Janet encontram Doug Forcett: uma pessoa que vive de acordo com o sistema de pontos da vida após a morte desde que alucinou esta ideia ao ingerir cogumelos mágicos na década de 70. Ele leva uma vida simples, autossuficiente e caridosa, entretanto miserável; obcecado com os pontos, ele faz de tudo para fazer qualquer pessoa ou criatura feliz, e nada por ele mesmo. Michael aconselha Doug a viver como desejas, mas ele recusa, com medo de não acumular pontos suficientes para ir ao bom lugar. Enquanto isso, o quarteto aguarda no bar quando são capturados pelos demônios, liderados por Shawn, que planejam conduzi-los ao lugar ruim. Michael e Janet retornam; Janet luta contra os demônios, e descobre que ao ter contato com o portal, seus poderes são reabilitados. Os demônios são derrotados ao serem empurrados de um a um para o além através do portal de Michael. Eleanor revela a Chidi que eles estiverem apaixonados e pode estar com esse mesmo sentimento. Michael suspeita de uma falha real na forma de avaliação do sistema de pontos e pretende encontrar evidências no escritório do contador. Quando mais demônios chegam, Janet transporta todos para seu vácuo - causando a morte dos humanos na terra. |              |                                       |                      |                                |                        |                     |
| 36 | 10           | "Janet(s)"                            | Morgan Sackett       | Josh Siegal & Dylan Morgan     | 6 de dezembro de 2018  | 2.58                |
| Michael e Janet decidem ajudar os quatro humanos. Eleanor e Chidi têm uma discussão filosófico sobre seu relacionamento. |              |                                       |                      |                                |                        |                     |
| 37 | 11           | "The Book of Dougs"                   | Ken Whittingham      | Kate Gersten                   | 10 de janeiro de 2019  | 2.72                |
| Os humanos chegam ao bom lugar, mais precisamente, na Central de Correspondências. Michael explica que o bom lugar possui o cheio que te deixa mais feliz. Ele sugere ao grupo a se disfarçar, pois nesse território, as pessoas nunca quebram as regras, e vão os denunciar se souberem a verdade. Na sala, conhecem uma funcionária chamada Gwendolyn. Michael consegue engana-la e usar o telefone para solicitar um encontro com o comitê. Jason pede a Tahani ajuda para resolver seu desconforto pelo fato de ter descoberto acidentalmente no vácuo de Janet que ela o amava. Michael expõe ao comitê sua suspeita de que o Lugar Ruim esteja manipulando o sistema de pontuação. Convencidos, esse resolve formar duas equipes de investigação (elite e análise), mas isto levará 1.400 anos. Chidi e Elenor fazem amor dentro do closet, após o primeiro encontro romântico entre os dois organizado no improviso. Ao conversar com Tahani, Michael descobre que a causa para a estranha atribuição de pontos está no fato de que o mundo moderno está ficando cada vez mais complicado de se conseguir pontos, pois intenções boas acabam se tornando em más de forma não intencional. Gwen descobre a farsa e resolve denuncia-los à juíza. Michael diz que não é preciso, pois já entrou em acordo com ela e se encontrarão no lugar mais perigoso do universo: O Buraco Interdimensional de Panquecas (IHOP) a fim de salvar a humanidade. |              |                                       |                      |                                |                        |                     |
| 38 | 12           | "Chidi Sees the Time-Knife"           | Jude Weng            | Christopher Encell & Joe Mande | 17 de janeiro de 2019  | 2.52                |
| Os humanos seguem Michael para um encontro crucial no Buraco Interdimensional de Panquecas. Janet retoma contato com alguém do passado. |              |                                       |                      |                                |                        |                     |
| 39 | 13           | "Pandemonium"                         | Michael Schur        | Megan Amram & Jen Statsky      | 24 de janeiro de 2019  | 2.39                |
| Eleanor intervém para ajudar quando Michael entra em pânico. Tahani enfrena um novo tipo de tormento. Eleanor e Chidi chegam a uma encruzilhada inesperada. |              |                                       |                      |                                |                        |                     |

## Recepção da crítica
A terceira temporada foi aclamada pela crítica. No Rotten Tomatoes, a terceira temporada tem uma classificação de 100%, com base em 27 avaliações, com uma classificação média de 9.07 / 10. O consenso crítico do site diz: "Encantador e curioso como sempre, The Good Place continua sendo um ponto brilhante da televisão." No Metacritic, a terceira temporada tem uma pontuação de 96 em 100, com base em comentários de 5 críticos, indicando "aclamação universal".

## Audiência
| №  | Título                                | Exibição original      | Rating/share (18–49) | Audiência (em milhões) | DVR (18–49) | Audiência em DVR (milhões) | Total (18–49) | Audiência total (em milhões) |
| -- | ------------------------------------- | ---------------------- | -------------------- | ---------------------- | ----------- | -------------------------- | ------------- | ---------------------------- |
| 1  | "Everything Is Bonzer! (Part 1)"      | 27 de Setembro de 2018 | 1.0/4                | 3.13                   | 0.7         | 1.89                       | 1.7           | 5.03                         |
| 2  | "Everything Is Bonzer! (Part 2)"      | 27 de Setembro de 2018 | 1.0/4                | 3.13                   | 0.7         | 1.89                       | 1.7           | 5.03                         |
| 3  | "The Brainy Bunch"                    | 4 de Outubro de 2018   | 0.9/4                | 2.96                   | 0.8         | 1.81                       | 1.7           | 4.77                         |
| 4  | "The Snowplow"                        | 11 de Outubro de 2018  | 0.8/4                | 2.71                   | 0.8         | 1.72                       | 1.6           | 4.43                         |
| 5  | "Jeremy Bearimy"                      | 18 de Outubro de 2018  | 0.8/3                | 2.70                   | 0.8         | 1.75                       | 1.6           | 4.47                         |
| 6  | "The Ballad of Donkey Doug"           | 25 de Outubro de 2018  | 0.8/3                | 2.67                   | 0.8         | 1.71                       | 1.6           | 4.38                         |
| 7  | "A Fractured Inheritance"             | 1 de Novembro de 2018  | 0.8/3                | 2.72                   | 0.7         | 1.65                       | 1.5           | 4.33                         |
| 8  | "The Worst Possible Use of Free Will" | 8 de Novembro de 2018  | 0.8/3                | 2.77                   | 0.7         | 1.69                       | 1.5           | 4.46                         |
| 9  | "Don't Let the Good Life Pass You By" | 15 de Novembro de 2018 | 0.8/3                | 2.69                   | 0.7         | 1.68                       | 1.5           | 4.37                         |
| 10 | "Janet(s)"                            | 6 de Dezembro de 2018  | 0.8/3                | 2.58                   | 0.7         | 1.65                       | 1.5           | 4.23                         |
| 11 | "The Book of Dougs"                   | 10 de Janeiro de 2019  | 0.9/4                | 2.72                   | 0.9         | 2.03                       | 1.8           | 4.76                         |
| 12 | "Chidi Sees the Time-Knife"           | 17 de Janeiro de 2019  | 0.8/4                | 2.52                   | 0.9         | 2.01                       | 1.7           | 4.54                         |
| 13 | "Pandemonium"                         | 24 de Janeiro de 2019  | 0.7/3                | 2.39                   | 0.9         | 2.04                       | 1.6           | 4.46                         |